# Національний музей бджільництва України
Національний музей бджільництва України створено за ініціативою Л.І.Боднарчука.

## Створення
Національний музей бджільництва України відкрив свої двері для відвідувачів у середині 1980-х років. Він став структурним підрозділом Інституту бджільництва, заснованого завдяки праці  Л.І.Боднарчука.

## Розташування
Територія музею безпосередньо межує з територіями Клінічної лікарні «Феофанія», Інституту бджільництва ім. П. І. Прокоповича. Поруч розташовані Головна астрономічна обсерваторія НАН України Національної академії наук України, Національний музей народної архітектури та побуту України, Садово-парковий комплекс НАН України «Феофанія».

## Історія місцевості
У 16-му столітті ця місцевість належала Києво-Печерському монастирю. А пізніше стала особистою власністю київських митрополитів: спочатку — Петра Могили, згодом Сильвестра Косова.
Наприкінці 18-го століття територія Феофанії вже належала Софіївському чоловічому монастирю.
Після указу імператриці Катерини II з 1786 і до 1802 років ця місцевість перебувала у власності державної казни, а відтак була власністю настоятеля Михайлівського Золотоверхого монастиря Феофана (Шиянова) — Київського вікарія і помічника митрополита.
Саме Феофан — перший Київський вікарний єпископ зводить тут заміську резиденцію дачного типу для настоятелів Михайлівського Золотоверхого монастиря, перетворюючи з 1803 року територію на пустинь, названу ім'ям її засновника — Феофана. Майже 28 років (1807–1835 рр.) резиденція стояла пустою. До 1920 року — це власність Лаври, пасічний хутір, який у 1934 році закрили і пустинь взагалі перестала існувати.

### Експозиція музею
У музеї зібрані матеріали з історії бджільництва, фотографії видатних вчених-пасічників, є розділ апітерапії, нових досягнень та технологій у цій галузі. Експозиція музею розповідає про всі етапи медовиробництва, починаючи особливостями життя бджолиної сім'ї, різноманітними технологіями збору меду, закінчуючи повір'ями й легендами, пов'язаними зі медом. Окремий стенд присвячено розвитку наукового бджільництва. Просто неба зібрані різноманітні вулики: від колод й плетінок до сучасних матеріалів, які широко застосовуються у бджільництві.
В музеї відвідувачі дізнаються, що бджільництво буває трьох видів: бортове, кузовне та пасічне (вуликове), побачать, як підвішується кузов до дерева в лісі. Є в музеї й зразок одного з перших вуликів, основою для якого служив колись звичайний пеньок з дуплом, поставлений на бджільник.
У вітринах музею виставлено інвентар бджолярів XIX сторіччя, є малюнки та гравюри, присвячені темі меду, є навіть перші видання, які відображають розвиток «медової науки», як в Україні, так й у світі. Гордістю музею є спеціально сконструйовані наглядові вулики, крізь які можна подивитися, як живуть бджоли, як будують стільники, вивантажують принесений нектар, пилок, виховують нових бджілок. Музей також розповідає про корисні властивості різноманітних продуктів бджільництва (мед, віск, обніжжя, перга, прополіс, забрус, бджолина отрута).
Експозиція також розповідає про святих, які сприяють медозбору, про традиційні народні «медові» свята, про те, як у давнину готували медові напої та солодощі, які були неймовірно популярними. У музеї бджільництва можна навіть продегустувати різні сорти меду. Розповідають екскурсантам й про будівлю, у якому знаходиться будинок-квартира засновника сучасного рамкового бджільництва П. І. Прокоповича. Є окремий стенд, де представлена інформація про всіх видатних бджолярів України. Музей бджільництва має в своєму розпорядженні й сучасні технології. До уваги відвідувачів три діорами, всілякі фонограми, що дозволяють простежити всю історію розвитку бджільництва та його сучасний стан, включаючи такі його форми, як апітерапія та ветеринарія бджіл.

## Сучасний стан
Сучасний музей бджільництва — це не тільки експонати, на території працює кабінет апітерапії, де можна скористатися послугами медового масажу, здійснюється продаж різноманітних сортів меду. Музей підтримує тісні зв'язки з журналом «Український пасічник», російськими журналами «Бджільництво» та «Пасіка». Щорічно 19 серпня в музеї бджолярства відзначається День пасічника, заснований Наказом Президента України за ініціативою Міністерства агропромислового комплексу та Спілки пасічників. Усі охочі можуть придбати як продукти бджільництва, так й необхідний інвентар. Гостей розважають народні колективи.